# Новара (футбольный клуб)
«Нова́ра» (итал. Novara Calcio S.p.A.) — итальянский футбольный клуб из одноимённого города. Образован в 1908 году. Домашним стадионом клуба является «Сильвио Пиола», вмещающий 17 875 зрителей.

## История

### Ранний период
«Football Association Studenti Novara» была основана студентами лицея имени Карло Альберто 22 декабря 1908 при поддержке представителей спортивного общества Волунтас. Через три года затея вышла на принципиально новый уровень — было решено объединить под одним крылом лучших игроков из четырёх команд, которые были на тот момент в городе, и создать «Football Club Novara», который и дебютировал в национальном первенстве. Ещё одно слияние произошло в 1920 году — на этот раз к «Новаре» присоединился «Unione Sportiva Novarese», в результате чего была создана команда «Football Association Novara», чьи футболисты оделись в голубые цвета — в память о Волунтасе, сыгравший немалую роль в становлении клуба.
После первой мировой войны «Новара» начала демонстрировать весьма неплохие результаты — дошла до полуфинала межрегионального турнира Северной Италии, а в 1921 году вообще поделила первую строчку местного чемпионата с «Торино». Футбол в Пьемонте в те года был на подъёме, и в прессе начали говорить о «Пьемонтском четырёхугольнике» (итал. Quadrilatero piemontese) — «Новара», «Про Верчелли» (чемпион Италии сезонов 1920/21 и 1921/22), «Алессандрия» и «Казале». Следующий успех пришёл в 1929 году — «Новара» добилась права выступать в Серии В и провела там шесть сезонов подряд, изменив название на итальянский манер — «Associazione Calcio Novara».
По итогам сезона 1935/36 «Новара» оказалась в элите на следующий сезон, сразу вылетела, но через год снова героически вернулась, обыграв в плей-офф «Торино». В Серии А «Новара» на этот раз продержались до 1941 года, а в 1939 году даже добралась до финала Кубка Италии, в котором уступили миланскому «Амброзиане» со счётом 1:2.

### Послевоенная история
Удачный период в истории северной команды продолжалось и после Второй мировой войны — с 1948 по 1954 год «Новара» снова выступала в элите и в сезоне 1951/52 добилась своего лучшего результата за весь период существования, став восьмой. Героем того первенства стал Сильвио Пиола, который в свои 38 лет отметился 18-ю забитыми голами.
1960-е годы ознаменовались падением клуба, находившегося между сериями В и С, а в конце 1970-х Новара за два года опустилась на два дивизиона и оказалась сначала в Серии С1, а затем и в Серии С2. Там они провели девять лет подряд, а в 1990 году чудом спаслись от вылета в Межрегиональный чемпионат. Заняли 16 место, которое должно было понизить их в классе, но клуб остался, так как обанкротились соседи из «Про Верчелли». В течение десяти следующих сезонов «Новара» постоянно была близка к вылету, но все же удерживалась в четвёртом по рангу дивизионе Италии. Лишь в сезоне 2002/03 клубу удалось занять второе место и подняться в Серию С1.

### Новейший период
Важнейшим моментом в истории «Новары» стало приобретение клуба семьей Де Сальво, члены которой владели сетью поликлиник по всему северу Италии и решили вложить деньги в футбол. «Новара» тогда была твердым середняком Серии С1 и Де Сальво с ходу принялись за дело. Недалеко от центра города был построен новый тренировочный комплекс с новейшими технологиями, а должность спортивного директора клуба занял Паскуале Сенсибили- — бывший глава отдела скаутов «Палермо». В 2009 году пост тренера занял Аттилио Тессер.
Сезон 2009/10 для «Новары» стал успешным — команда с первого тура возглавила турнирную таблицу и продержалась на первом месте до конца чемпионата, завоевав путевку в Серию В. Также хорошо сыграла в Кубке Италии — «Новара» выбила из борьбы не только «Пешинe» и «Моденe», но и двух представителей элиты — «Парму» и «Сиену». В 1/8 финала на «Сан-Сиро» команда играла с «Миланом» и, несмотря на поддержку своих болельщиков, которых на трибунах было в четыре раза больше, уступила 1:2. Хозяев вывел вперёд Филиппо Индзаги, а в начале второго тайма Пабло Андрес Гонсалес сравнял счёт, но за десять минут до финального свистка Матье Фламини дальним ударом установил окончательный счёт, выбив «Новару» из борьбы за титул.
В следующем году на протяжении почти всего первого круга чемпионата 2009/10 сенсационный новичок Серии В лидировал в таблице. Лишь после Нового года команда серьёзно сдала, что вылилось в шестиматчевую и семиматчевую безвыигрышную серию, из-за чего опередить «Новару» по итогам сезона удалось «Аталанте» и «Сиене», которые напрямую квалифицировались в Серию А на следующий сезон. Пьемонтцем же пришлось бороться путевку в элиту через матчи плей-офф. Сначала в полуфинале, благодаря голу Марко Ригони в компенсированное время ответного матча с «Реджиной», клуб сумел свести оба матча вничью (0-0 и 2-2), благодаря чему прошёл дальше, так как в турнирной таблице занимал 3 место. В решающей дуэли с «Падовой», «Новара» по сумме двух поединков победила с комфортным счётом 2:0 и 12 июня 2011 года, и впервые с сезона 1955/56 вернулась в элиту.

## Достижения
- Финалист Кубка Италии (1): 1939

## Известные игроки
- Ренато Дзаккарелли
- Симоне Индзаги
- Джино Капелло
- Антонелло Куккуредду
- Джузеппе Маскара
- Джованни Лодетти
- Пьетро Пазинатти
- Сильвио Пиола
- Пьетро Рава
- Пьетро Феррарис
- Альберто Фонтана
- Луиджи Чевенини
- Макс Вьери
- Эваристо Баррера
- Аттилио Демария
- Луис Лиендо
- Лайош Ковач
- Хельге Броне
- Даниэль Йенсен
- Йоханнес Плёгер
- Бруну Фернандеш

## Известные тренеры
- Арпад Вейс
- Антонио Кабрини
- Карло Парола